# Pleurodema cordobae
Espèce
Pleurodema cordobae est une espèce d'amphibiens de la famille des Leptodactylidae.

## Répartition
Cette espèce est endémique d'Argentine. Elle se rencontre vers 2 105 m d'altitude dans la sierra de Comechingones dans la province de Córdoba.

## Étymologie
Son nom d'espèce lui a été donné en référence à sa localité type, la province de Córdoba.

## Publication originale
- Valetti, Salas & Martino, 2009 : A new polyploid species of Pleurodema (Anura: Leiuperidae) from Sierra de Comechingones, Cordoba, Argentina and redescription of Pleurodema kreigi (Mueller, 1926). Zootaxa, no 2073, p. 1-21.